# 赤川隼一
赤川 隼一（あかがわ じゅんいち、1983年（昭和58年） - ）は、広島県出身の実業家。元DeNA執行役員。株式会社ミラティブを創業し社長を務める。

## 経歴
1983年（昭和58年）、広島県に生まれる。修道中学校・高等学校を経て、慶應義塾大学環境情報学部卒業。
2006年DeNAに新卒入社。
2010年「Yahoo! モバゲー」・2011年DeNA Seoul等を立ち上げ。
2012年1月より社長室長、同4月より最年少執行役員として海外事業、ブラウザゲーム事業を管轄。
2015年、スマートフォン画面を生配信するライブストリーミングサービスMirrativを開始。
2018年3月に株式会社ミラティブを創業し、社長に就任した。
2021年2月にはMirrativの配信者数が300万人を突破。